# André Lichtenberger
Pour les articles homonymes, voir Lichtenberger.
Œuvres principales
- Mon petit Trott (1898)
- La Mort de Corinthe (1900)

Émile André Lichtenberger, né le 29 novembre 1870 à Strasbourg (Bas-Rhin) et mort le 23 mars 1940 à Paris (Seine),, est un historien spécialiste du socialisme, un essayiste et romancier français. De son vivant, il s'est fait connaître par ses ouvrages pour la jeunesse, principalement Mon Petit Trott (1898) et ses suites.

## Biographie
André Lichtenberger naît alors que Strasbourg vient d'être occupée par les troupes prussiennes et peu de temps avant l'annexion de l'Alsace-Lorraine en 1871.
Il semble que la famille Lichtenberger ait quitté l'Alsace devenue allemande pour la France, car elle fait un séjour à Saint-Jean-de-Luz en 1872. André Lichtenberger a un frère (Henri Lichtenberger) et une sœur (Jeanne Lichtenberger).
En 1877, sa mère, devenue veuve, s'installe définitivement au Pays basque de sorte qu'André est d'abord élève au lycée de Bayonne. André Lichtenberger restera toujours attaché au Pays basque, sur lequel il a écrit plusieurs livres ; dans sa notice biographique de 1924, il indique, à la rubrique sports pratiqués : «lawn-tennis, pelote basque».
Il est ensuite élève au lycée Louis-le-Grand à Paris, puis il fait des études d'histoire-géographie à la Sorbonne, où il retrouve un compatriote strasbourgeois réfugié, Charles Andler, étudiant en allemand.
En 1891, il est reçu deuxième à l'agrégation d'histoire et géographie. À cette époque, il est réformé du service militaire actif, en raison d'une faiblesse de constitution.
En 1895, il soutient sa thèse pour le doctorat ès lettres sur Le Socialisme au XVIIIe siècle. La même année, il épouse à Boucau Jeanne Sautereau, originaire de cette commune.
De 1897 aux années 1930, il publie de nombreux ouvrages dans des domaines très divers, allant des essais politiques à la littérature enfantine : ce sont d'ailleurs ses deux romans liés au personnage de Trott, qui sont les plus connus à l'heure actuelle, au moins dans les générations nées avant 1980.
En 1900, il publie un roman historique, La Mort de Corinthe, qui évoque la fin de l'indépendance des cités grecques au IIIe siècle av. J.-C. ; mais le thème qui sous-tend ce roman est le sentiment de la décadence de la France. Cet ouvrage est remarqué par Paul Doumer au moment de son retour d'Indochine en 1902. Ce dernier prend contact avec André Lichtenberger qui devient son assistant personnel.
En 1905-1906, il est chef de cabinet de Doumer, alors président de la Chambre des députés. Ils sont aussi tous deux au départ d'une publication L'Opinion, dont André Lichtenberger est rédacteur en chef jusqu'en 1913.
Une autre personnalité à laquelle il a été lié est Gustave Hervé, qui accepte de publier ses chroniques dans son journal La Victoire après 1916, malgré des thèses opposées.
Pendant la Première Guerre mondiale, il collabore successivement avec les généraux Gallieni (gouverneur militaire de Paris, mort en 1916), Lyautey (gouverneur du Maroc) puis Gouraud (notamment pour l'organisation de la Légion polonaise).
Il meurt d'une hémorragie cérébrale quelques semaines avant le désastre de 1940, que, malgré son pessimisme, il n'avait jamais envisagé aussi extrême.
André Lichtenberger a une fille, Marguerite Lichtenberger (Daisy), qui devient femme de lettres et soutient une thèse de doctorat consacrée aux écrivains français en Égypte contemporaine depuis 1870, thèse publiée en 1934,. Elle est l'auteure d'un livre consacré à l'œuvre de son père, Le Message d'André Lichtenberger, paru en 1946. Elle réalise également des traductions de l'anglais au français.
La légion d'Honneur lui est attribuée comme chevalier en 1903 au titre d'homme de lettres, officier en 1913, puis de commandeur en 1932 après 30 ans pour service de la France en tant de directeur-adjoint puis directeur du Musée social.
Lors de l'Exposition 1900 à Paris, il est secrétaire et rapporteur du Congrès international pour la protection légale des travailleurs réuni dans les locaux du Musée social, qui est à l'origine de bien des lois sociales et d'organismes internationaux permanents.

## L'œuvre d'André Lichtenberger
Comme le stipule l'Encyclopédie Larousse en 1932, Lichtenberger est « un écrivain varié, érudit, un psychologue humoriste, plein de vigueur et de finesse ».

### Trott

#### Mon petit Trott
Publié en 1898, Mon petit Trott a été un ouvrage de référence pour les dictées d'école primaire durant les années 1940 et 1950, tout comme Poum, aventures d'un petit garçon de Paul et Victor Margueritte, et Poil de carotte de Jules Renard.
Trott, un enfant âgé de six ou sept ans, vit avec sa mère, une vieille bonne et une gouvernante, dans une villa de Nice. Son père, officier de marine, est absent depuis très longtemps. Le récit prend la forme d'une suite de tableaux anecdotiques retraçant généralement une confrontation de Trott avec la pauvreté, la vieillesse, la maladie ou la mort. Un élément plus romanesque apparaît à la fin : le père de Trott revient et rapidement, un climat très tendu s'instaure entre lui et son épouse, sans que la cause précise de la brouille soit clairement expliquée (car le point de vue est toujours celui de Trott, qui ne comprend pas tout du monde des adultes, en particulier les relations entre hommes et femmes), mais à certains indices bien ménagés au cours du récit, le lecteur devine que le père de Trott reproche à son épouse sa coquetterie et une conduite un peu légère. Trott forcera pour ainsi dire une réconciliation finale.
D'une grande finesse psychologique, Mon petit Trott est un classique de la littérature enfantine qui a obtenu le Prix Montyon de l'Académie française.

#### La Petite Sœur de Trott
Publié en 1898, ce livre dépeint finement la psychologie enfantine, dans une famille de la grande bourgeoisie française. Il a lui aussi obtenu le Prix Montyon de l'Académie française

#### Papiers sur une suite deTrott
Parmi les papiers retrouvés après la mort d'André Lichtenberger, figurait une esquisse de Vie de Trott, dans laquelle le héros, après une vie plutôt décevante, aurait trouvé la mort au cours de la Première Guerre mondiale.

### Nane
Série de 13 albums, dont il confie l'illustration à Henry Morin. Chaque album paraît d'abord dans le journal La Semaine de Suzette (second semestre), puis l'année d'après au format album.
Entre parenthèses, ci-dessous, année de publication au format album :
- 1. Les Vacances de Nane (1924)
- 2. Nane et ses bêtes (1925)
- 3. Le Règne de Nane (1926)
- 4. Nane au Maroc (1927)
- 5. Nane policière (1929)
- 6. Nane chez les saltimbanques (1930)
- 7. Nane et la vie de château (1931)
- 8. Marraine chez Nane (1932)
- 9. Nane et sa fille (1933)
- 10. Nane chez Yasmina (1934)
- 11. Nane fait du cinéma (1935)
- 12. La Fortune de Nane (1936)
- 13. Nane au pays de l'aventure (1937)

## Liste des œuvres

### Histoire
- Le Socialisme au XVIIIe siècle. Essai sur les idées socialistes dans les écrivains français du XVIIIe siècle, avant la Révolution, Thèse de doctorat présentée à la faculté des lettres de Paris, Biblio Verlag - Osnabrûck, 1970 (1895 pour la première édition), 471 pages.
- Le Socialisme utopique, étude sur quelques précurseurs inconnus du socialisme, Fernand Alcan, Paris, 1898, 277 p[21].
- Le Socialisme et la Révolution française, 1898
- Trois familiers du grand Condé : l'abbé Bourdelot, le père Talon, le père Tixier, Paris, 1909 [22]. En collaboration avec Jean Lemoine. Prix Montyon de l'Académie française en 1909[1])
- Bugeaud, Paris, Plon, 1931, collection « Les grandes figures coloniales ».

### Essais
- Tous héros, Librairie des Annales politiques et littéraires, Paris, 1910, 299 p. (BNF 36565933)
- La Guerre européenne et la question d'Alsace-Lorraine, Éditions Chapelot, Paris, 1915, 132 p. [23] En collaboration avec Henri Lichtenberger (1864-1941).
- Un coin de la guerre. La France au Maroc, Berger-Levrault, Paris, 1918, 64 p. (BNF 36565925)
- Pourquoi la France est en guerre, Comité protestant des amitiés françaises à l'étranger, Paris, 1940, 15 p.[24].

### Livres pour enfants
- Mon petit Trott, 1898 (rééditions : Plon, Paris, 1923... 1951 ; Éditions G. P., coll. « Rouge et Or », 1954, 1961)
- La Petite Sœur de Trott, 1898 (rééditions : Plon, 1920, 1933, 1944 ; Nelson, sans date ; G.P., 1956)
- Le Petit Roi, Plon, 1910 ; adapté en film en 1933 par Julien Duvivier et en pièce de Marcel Dubois.
- Les Vacances de Nane, Nane et ses Bêtes, Le Règne de Nane, Nane au Maroc, Gautier et Languereau, 1925.
- Houck et Sla, Nathan, 1932[25]. Roman pour la jeunesse situé pendant la Préhistoire.
- Angomar et Priscilla, Calman-Levy, 1935. Illustration de Mariette Lydis.

### Romans et contes

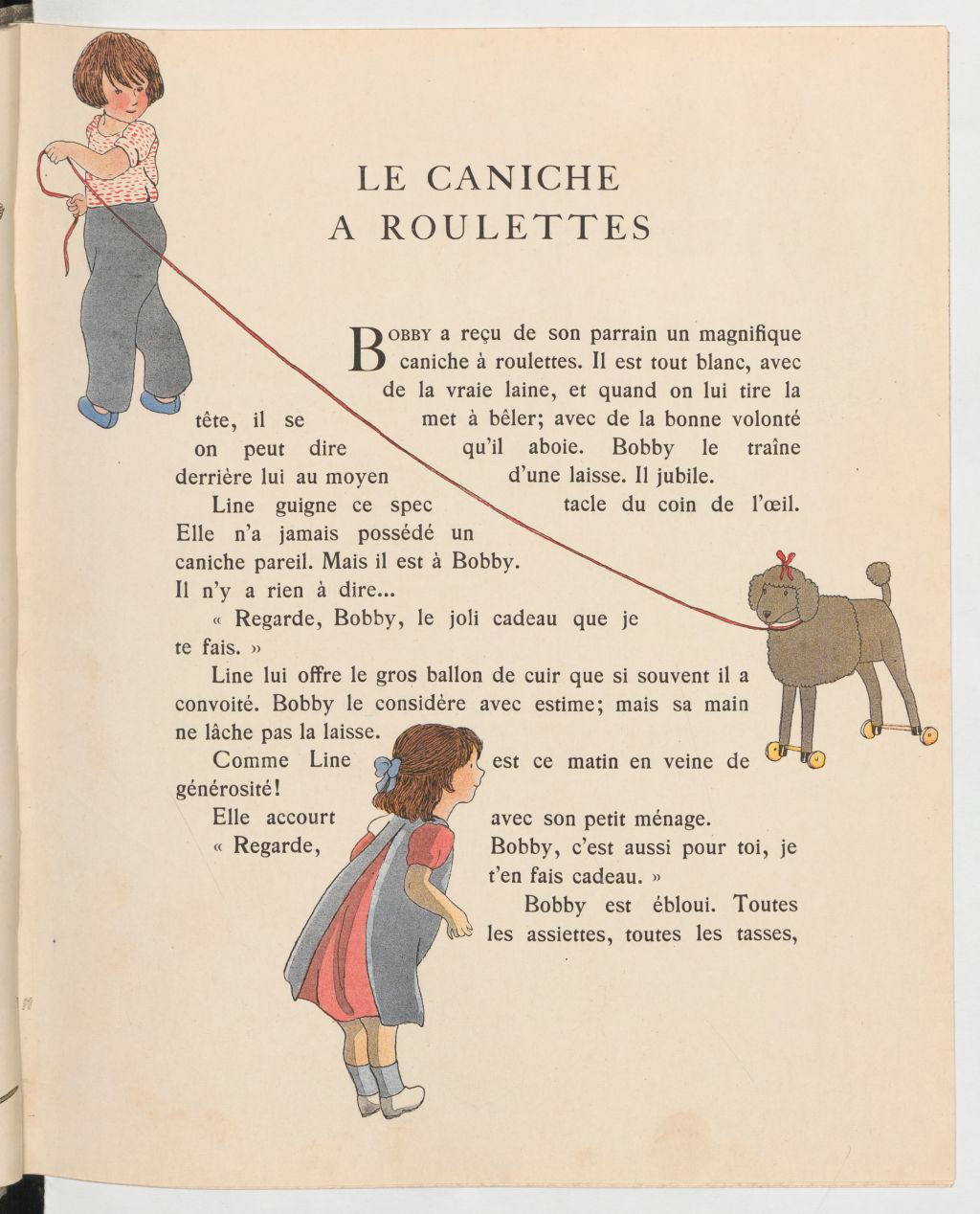
Line, illustré par Marie-Madeleine Franc-Nohain

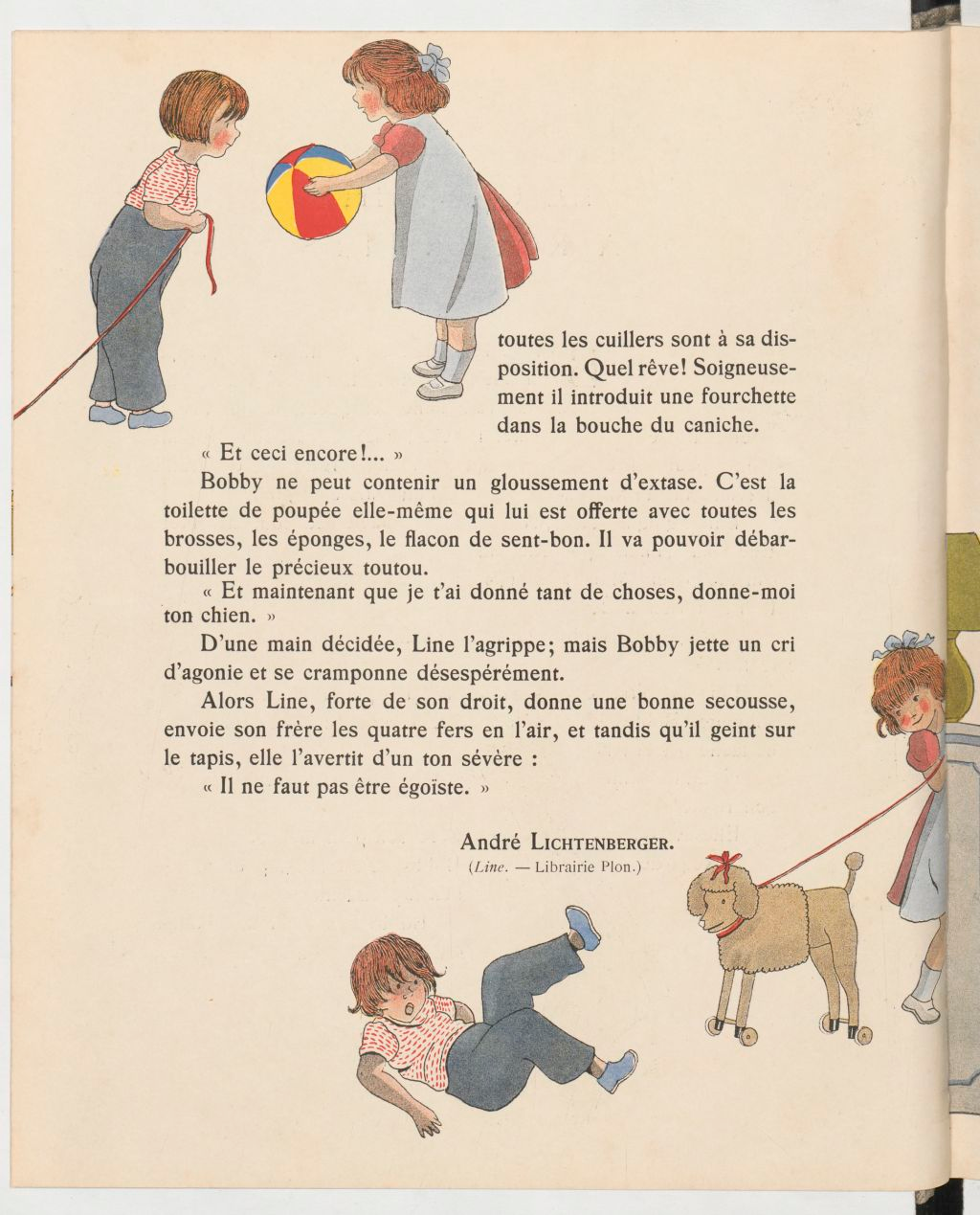
Line, illustré par Marie-Madeleine Franc-Nohain

- Contes héroïques. 1789-1795, Éditions Fischbacher, Paris, 1897, 224 p. [26]. Épisodes de la période révolutionnaire.
- La Mort de Corinthe, 1900 (roman archéologique. Prix Montyon de l'Académie française en 1901[1])
- Portraits de jeunes filles, 1900
- Père, 1901
- Rédemption, Férenczi, 1902
- Portraits d'aïeules, 1903
- M. de Migurac ou le marquis philosophe, 1903
- Les Centaures, 1904 (roman précurseur de la fantasy au style proche d'un poème en prose)
- Line, 1905
- Gorri le Forban, Calmann-Lévy, 1906
- L'Automne, 1907
- Notre Minnie, 1907
- La Folle Aventure, 1908
- La Petite, 1909
- Juste Lobel, Alsacien, 1911
- Petite Madame, 1912
- Kaligouça le Cœur Fidèle, Calmann-Lévy, 1913
- Les Contes de Minnie: Histoires de bêtes, d'enfants, de fées et de bonnes gens, Plon, Paris, 1913
- Le Sang nouveau, 1914
- Biche, 1920
- Raramémé, sous-titré Histoire d'ailleurs, Férenczi, 1921
- Pickles ou récits à la mode anglaise, G.vCrès, 1923
- Scènes en famille, 1921
- L'Automne, Plon, 1927
- Le Cœur de Lolotte, 1927
- L'Enfant aux yeux de chat, Férenczi, Le Beau livre, no 7, 1932
- La Main de Sang, Férenczi, 1939

#### Divers
- Histoire de Boo, mon chat, article dans La Revue hebdomadaire, 28 juillet 1906[27].
- En Alsace, Les Arts Graphiques, coll. « Les Beaux Voyages », Vincennes, 1912, 118 p.
- Le Tennis. Notes, méditations, souvenirs, Oudin, Paris, 1914, 111 p[28]

## Hommages
- Square André Lichtenberger, à Paris (XIVe)
- Rond-point André Lichtenberger, à Biarritz.
- Jardin André Lichtenberger, à Anglet.